# Tragia glabrescens
Tragia glabrescens är en törelväxtart som beskrevs av Ferdinand Albin Pax. Tragia glabrescens ingår i släktet Tragia och familjen törelväxter. Inga underarter finns listade i Catalogue of Life.